# Johan Alfarizi
Johan Ahmad Alfarizi (sinh ra ở Malang, East Java, 25 tháng 5 năm 1990) là một cầu thủ bóng đá người Indonesia hiện tại thi đấu cho Arema ở Liga 1 ở vị trí Hậu vệ.

## Thống kê sự nghiệp

### Quốc tế

#### Số lần ra sân cho đội tuyển quốc gia
| Đội tuyển quốc gia Indonesia | Đội tuyển quốc gia Indonesia | Đội tuyển quốc gia Indonesia |
| Năm                          | Số trận                      | Bàn thắng                    |
| ---------------------------- | ---------------------------- | ---------------------------- |
| 2015                         | 2                            | 0                            |
| 2016                         | 0                            | 0                            |
| 2017                         | 1                            | 0                            |
| Tổng cộng                    | 3                            | 0                            |

## Danh hiệu

### Danh hiệu câu lạc bộ
Arema Indonesia
- Indonesia Super League (1): 2009–10